# Westufer des Einfelder Sees
Das Westufer des Einfelder Sees ist ein Naturschutzgebiet in der schleswig-holsteinischen Stadt Neumünster.
Im Naturschutzgebiet ist das Anfang 1955 ausgewiesene, 2,41 Hektar große Naturschutzgebiet „Vogelschutzgebiet am Einfelder See“ aufgegangen. Das Naturschutzgebiet ist vollständig vom Landschaftsschutzgebiet „Stadtrand Neumünster“ umgeben. Es wird vom Landesverband Schleswig-Holstein des Naturschutzbundes Deutschland betreut. Zuständige untere Naturschutzbehörde ist die Stadt Neumünster.
Das Naturschutzgebiet liegt nördlich des Neumünsteraner Stadtteils Einfeld am Westufer des Einfelder Sees. Es stellt die in diesem Bereich naturnahe Uferlandschaft mit Verlandungszonen und ihnen vorgelagerten freien Wasserflächen unter Schutz. Das Naturschutzgebiet geht zurück auf das „Vogelschutzgebiet am Einfelder See“, das eine kleine Weidendickung mit Schilfzone als Schutzzone für Vögel am Ufer des Einfelder Sees umfasste. Durch die fortschreitende Verlandung des Sees vergrößerte sich der schutzwürdige Bereich. Das Naturschutzgebiet wurde schließlich entsprechend vergrößert und das Schutzziel auf die Sicherung der Uferlandschaft erweitert.
Das Naturschutzgebiet wird von einem am Ufer des Sees stockenden Bruchwald mit Eichen, Erlen, Eschen, Faulbaum und Weiden, wobei hier Grauweide und Schwarzerle die vorherrschenden Arten sind, sowie einer diesem vorgelagerten Schilfzone geprägt. Entlang des Randes des Bruchwaldes wachsen Sumpfdotterblume und Sumpfschwertlilie. In der der Schilfzone vorgelagerten Verlandungszone siedeln Wassersumpfkresse, Sumpfhelmkraut, Sumpfblutauge, Sumpflabkraut, Nickender Zweizahn, Sumpfhaarstrang, Wasserminze, Gifthahnenfuß, Sumpfkratzdistel, Blut- und Gelbweiderich sowie Sumpfvergissmeinnicht, an die sich Richtung See ein Großseggenried, u. a. mit Schlank-, Ufer- und Steifer Segge, Ästigem Igelkolben, Gewöhnlicher Wasserdost, Froschlöffel, Breitblättrigem Merk, Sumpfschwertlilie und Schilf anschließt. Die Ufer- und Verlandungszone wird zum See hin durch einen Röhrichtgürtel mit Schilf, Breitblättrigem Rohrkolben und einem diesem Röhrichtgürtel vorgelagerten Sumpfsimsensaum abgeschlossen. Ein sandig-kiesiger Uferbereich im Naturschutzgebiet wird von Kleinbinsen- und Seggengesellschaften eingenommen. In stillen Einbuchtungen siedeln ausgedehnte Schwimmblattgesellschaften aus Weißer Seerose, Gelber Teichrose und Wasserknöterich.
Das Naturschutzgebiet beherbergt auch eine vielfältige Fauna. So sind hier u. a. verschiedene Fledermausarten, Igel, Waldspitzmaus, Schermaus und weitere kleine Nagetierarten zu finden. Auch Grasfrosch, Erdkröte, Teichmolch und Ringelnatter sind heimisch, ebenso wie an einigen trockenen Stellen die Waldeidechse. Das Naturschutzgebiet bietet auch zahlreichen Libellenarten einen geeigneten Lebensraum.
Der Bereich des Bruchwaldes am Ufer des Einfelder Sees beherbergt etwa 25 Brutvogelarten, darunter Sperber, Rotkehlchen, Zaunkönig, Mönchsgrasmücke, Heckenbraunelle, Fitis und Zilpzalp. Im Winter sind Erlen- und Birkenzeisig, Baumläufer und Schwanzmeise als Gastvögel zu finden. Die Schilf- und Röhrichtzonen sind Lebensraum u. a. von Rohrweihe, Blässhuhn und Teichralle, Haubentaucher, Teichrohrsänger und Rohrammer, die alle auch hier brüten. Gelegentlich brüten auch Zwergtaucher und Tafelente im Naturschutzgebiet.
Westlich des Naturschutzgebietes verläuft ein Weg, der Bestandteil des rund acht Kilometer langen Rundwanderweges um den See ist. Das Naturschutzgebiet ist Teil der „Einfelder Seepunkte“, die sich entlang des Rundwanderweges um den See verteilen. An das Naturschutzgebiet schließen sich überwiegend landwirtschaftliche Nutzflächen an. Im Südwesten grenzt das Naturschutzgebiet an die Reste der Margarethenschanze, einer ehemaligen Wallburg.